# Mala-posta
A mala-posta também conhecida como diligência, foi um serviço de transporte de passageiros e da mala do correio. Constituía-se numa carruagem puxada por duas parelhas de cavalos. Em percursos longos, os cavalos eram mudados diversas vezes em estações preparadas para o efeito.

## Em Portugal
Em 1859, através da abertura de uma nova estrada, a mala-posta fazia a carreira Lisboa-Porto em 34 horas, viagem anteriormente efetuada em mais de sete dias.
| “ | (…) D. Pedro V (…) partiu do Carregado, na manhã de 18 daquele mês, em comboio especial. (…) No primeiro dia da viagem almoçou nas Caldas da Rainha, jantou em Leiria e dormiu em Condeixa. No dia imediato entrou em Coimbra às 5:30 da manhã, (…) foi pernoitar em Oliveira de Azeméis. A 20, pelas 10:30 da manhã, chegou por fim a Vila Nova de Gaia (…). | ” |